# Jakubek i brzoskwinia olbrzymka (film)
Jakubek i brzoskwinia olbrzymka (ang. James and the Giant Peach) – amerykańsko-brytyjski film familijny z 1996 roku na podstawie powieści dla dzieci Roalda Dahla pod tym samym tytułem.

## Fabuła
Historia o perypetiach małego, osieroconego chłopca, Jakubka, który trafia do dwóch okropnych ciotek, które wykorzystują go do zajmowania się domem. W magiczny sposób chłopiec zdobywa krokodyle języki, dzięki którym w ogrodzie wyrasta gigantyczna brzoskwinia. Złe ciotki znajdują w niej odpłatną atrakcję turystyczną. Wygłodzony Jakubek odgryza kawałek brzoskwini i przenosi się do brzoskwiniowego świata. W owocowej krainie poznaje wielu przyjaciół, którzy pomagają mu spełnić swoje największe marzenie o powrocie do Nowego Jorku.

## Obsada
- Paul Terry – Jakubek
- Miriam Margolyes –
  - Ciotka Gąbka,
  - Pani Świetlik (głos)
- Joanna Lumley – Ciotka Wykałaczka
- Pete Postlethwaite –
  - Narrator (głos),
  - magik
- Richard Dreyfuss – Wij Drewniak (głos)
- Simon Callow – Konik polny (głos)
- Susan Sarandon – Pajęczyca (głos)
- Jane Leeves – Pani Biedronka (głos)
- David Thewlis – Dżdżownica (głos)
- Steven Culp – tata Jakubka
- Susan Turner-Cray – mama Jakubka
- Mike Starr – policjant
- Cirocco Dunlap
- Michael Girardin
- J. Stephen Coyle
- Tony Haney
- Kathryn Howell

## Polska wersja
Wersja polska: SDI Media Polska

Reżyseria: Tomasz Robaczewski

Tekst polski: Krzysztof Pieszak

Teksty piosenek: Krzysztof Pieszak

Reżyseria piosenek: Juliusz Kamil Kuźnik

W wersji polskiej udział wzięli:
- Stanisław Sabliński – Jakubek
- Anna Sroka-Hryń – Ciotka Gąbka
- Anna Sztejner – Ciocia Wykałaczka
- Andrzej Mastalerz – Narrator
- Michał Konarski – Wij Drewniak
- Jakub Szydłowski – Konik polny
- Izabella Bukowska-Chądzyńska – Pajęczyca
- Monika Wierzbicka – pani Biedronka
- Wojciech Machnicki – Dżdżownica
- Mirosława Krajewska – pani Świetlik
- Karol Wróblewski – tata Jakubka
- Bożena Furczyk – mama Jakubka
- Janusz Zadura – policjant

W pozostałych rolach:
- Marta Dobecka
- Olga Omeljaniec
- Piotr Makarski
- Michał Podsiadło
- Krzysztof Szczepaniak

Piosenki wykonali: Stanisław Sabliński, Michał Konarski, Jakub Szydłowski, Izabella Bukowska, Monika Wierzbicka, Wojciech Machnicki, Mirosława Krajewska, Jacek Kotlarski, Ewelina Kordy, Katarzyna Owczarz